# Veijo Meri
Veijo Väinö Valvo Meri (Viborg, 1928. december 31. – Helsinki, 2015. június 21.) finn író. Munkáinak nagy része a háborúra és annak abszurditására összpontosít, háborúellenes és sötét humorú.
Veijo Meri Viipuriban (ma Viborg, Oroszország) született, Hämeenlinna középiskoláját végezte, majd történelmet tanult, és független író lett.
Változatos munkássága regényeket, novellákat, költészetet és esszéket tartalmaz.

## Művei
- Ettei maa viheriöisi, 1954
- Manillaköysi, 1957
- Irralliset, 1959
- Vuoden 1918 tapahtumat, 1960
- Sujut, 1961
- Tilanteita, 1962
- Manillaköysi ja kahdeksan novellia sodasta ja sotilaselämästä, 1962
- Peiliin piirretty nainen, 1963
- Tukikohta, 1964
- Veijo Meren novellit, 1965
- Everstin autonkuljettaja, 1966
- Veijo Meren sotaromaanit 1–2, 1966
- Yhden yön tarinat, 1967
- Manila rope: A novel, 1967
- Suku, 1968
- Veijo Meren romaanit 1, 1968
- Sata metriä korkeat kirjaimet, 1969
- Valitut teokset, 1969
- Kersantin poika, 1971
- Morsiamen sisar ja muita novelleja, 1972
- Leiri, 1972
- Keskeiset teokset 1–4, 1975
- Valitut novellit, 1979
- Jääkiekkoilijan kesä, 1980
- Novellit, 1985
- Private Jokinen’s marriage leave, 1976
- Beneath the Polar Star: Glimpses of Finnish History, 1999

### Magyarul megjelent
- Manilakötél (Manillaköysi) – Európa, Budapest, 1964 (Modern könyvtár) · Fordította: Gombár Endre
- Tükörbe rajzolt nő (Peiliin piirretty nainen) – Európa, Budapest, 1968 · Fordította: Gombár Endre
- A mész; in: A boldogtalan konzervatív. Mai finn elbeszélők – Európa, Budapest, 1968 · Fordította: Schütz István
- A mell; in: Égtájak. Öt világrész elbeszélései – Európa, Budapest, 1972 · Fordította Oláh József
- Manilakötél / Tükörbe rajzolt nő – Európa, Budapest, 1981 (A finn irodalom könyvtára) · ISBN 9630722704 · Fordította, utószó: Gombár Endre
- A fejvadász; in: Télidő havazás előtt. Modern finn elbeszélők – Európa, Budapest, 1987 · ISBN 963-07-3911-9 · Fordította: Jakab László

## Fordítás
- Ez a szócikk részben vagy egészben  a   Veijo Meri című angol Wikipédia-szócikk fordításán alapul.  Az eredeti cikk szerkesztőit annak laptörténete sorolja fel. Ez a jelzés csupán a megfogalmazás eredetét és a szerzői jogokat jelzi, nem szolgál a cikkben szereplő információk forrásmegjelöléseként.

## Lásd még
- Finn irodalom
- Finland mourns author Veijo Meri
- National Biography of Finland Finnish Literature Society (wd)